# تجنيس
التجنيس هو منح جنسية أو ضم فرد إلى دولة معينة.
وعكس التجنيس هو التهجير أو سحب الجنسية الذي يتم عنوة.

## القوانين التي تتحكم بالتجنيس
تختلف دول العالم في قوانين التجنيس وطرق تطبيقها فبعض الدول مثل أمريكا تمنح الجنسية بعدة طرق منها أن يولد الفرد داخل الأراضي الأمريكية أو أن تُمنح الجنسية بطريقة متدرجة.

## دول منحت جنسيات
تعد الولايات المتحدة التي تخلّت سابقًا عن معاهدات بانكروفت، من أكبر المجنسين عالميًا، تليها روسيا التي تتساهل في منح الجنسية لمواجهة تحدياتها الديموغرافية.